# James Grant (8e baronnet)
James Grant de Grant, 8e baronnet, (19 mai 1738, Moray - 18 février 1811, Castle Grant) est un propriétaire foncier et homme politique écossais. Il est surnommé le bon Sir James . 

## Biographie

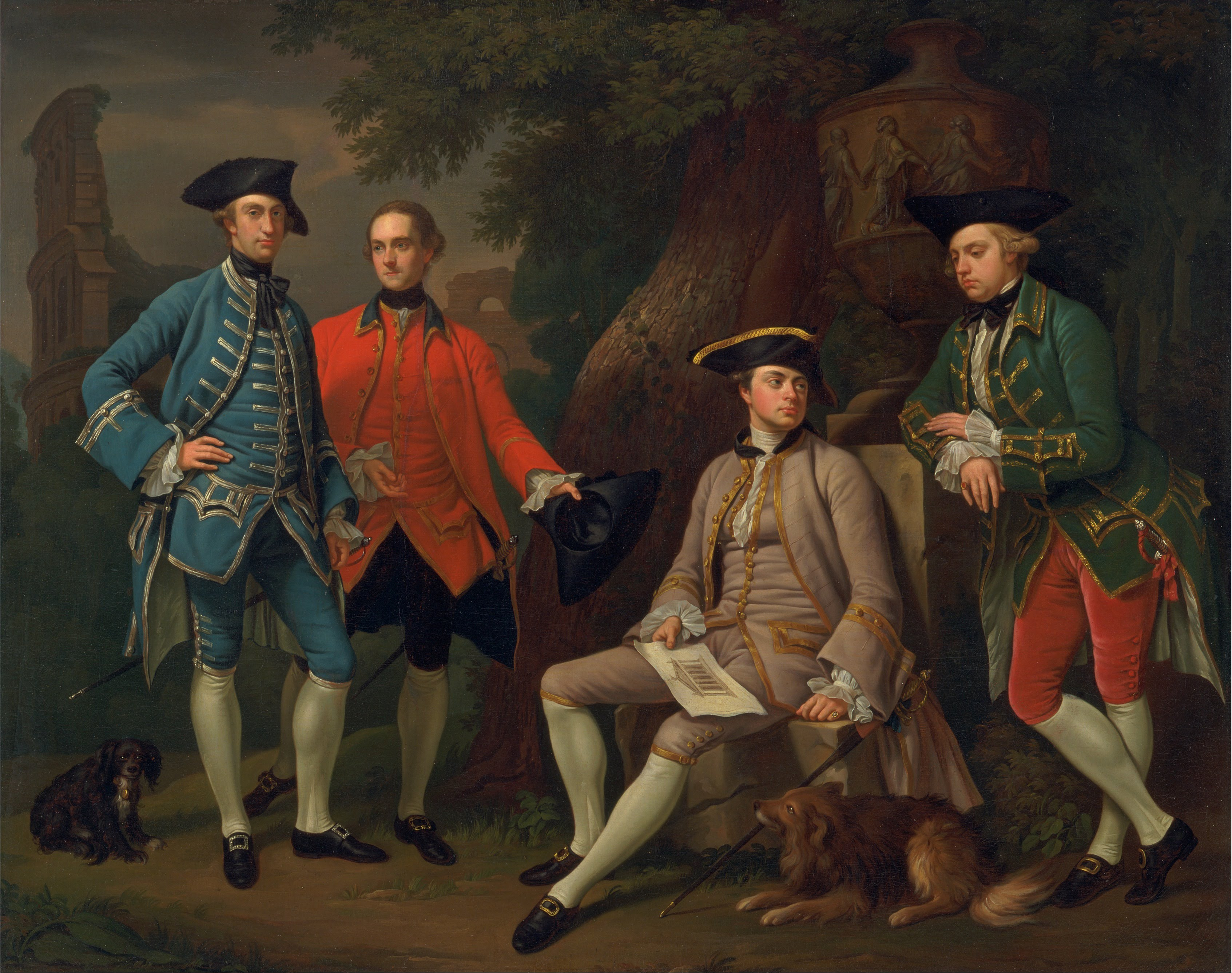
James Grant of Grant, John Mytton, l'hon. Thomas Robinson et Thomas Wynne par Nathaniel Dance-Holland, ca. 1760.

Grant est le fils de Ludovick Grant, 7e baronnet, et de Margaret Ogilvy, fille de l'homme d'État James Ogilvy (4e comte de Findlater). Né à Moray, en Écosse, il fait ses études à la Westminster School et au Christ's College de Cambridge. Il succède à son père comme député d'Elginshire en 1761, siège qu'il occupe jusqu'en 1768. 
En 1773, Grant succède à son père comme huitième baronnet de Colquhoun. En 1783, il est cofondateur de la Royal Society of Edinburgh et est son premier président en physique. 

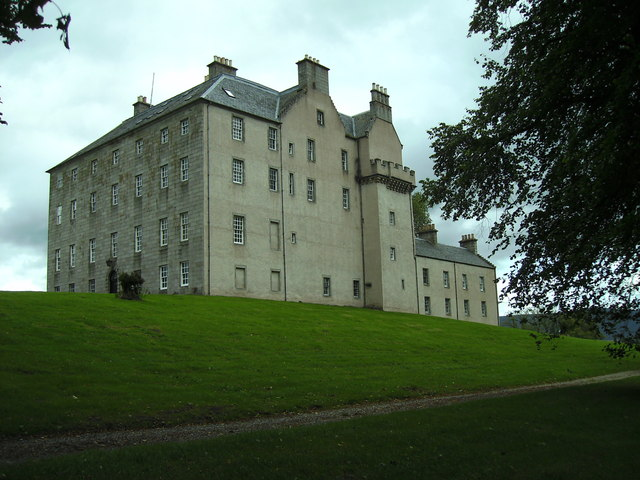
Castle Grant

De 1790 à 1795, il est député du Banffshire. Il est également Lord Lieutenant d'Inverness. 
Il est décédé au siège familial de Castle Grant en février 1811, à l'âge de 72 ans, et est remplacé par son fils Lewis Alexander Grant, qui plus tard cette année-là succède à son cousin comme cinquième comte de Seafield. 

## Famille
Il épouse Jean Duff, fille d'Alexander Duff de Hatton, en 1763. Ils ont 14 enfants, dont sept ont survécu jusqu'à l'âge adulte. Elle est décédée en 1805. 
Ils ont notamment Lewis Grant-Ogilvy (1767-1840) et le Colonel Francis Ogilvy-Grant (1778-1853). 
Sa sœur, Penuel Grant, épouse l'auteur écossais Henry Mackenzie. 